# Frédéric Ier de Zollern
Pour les articles homonymes, voir Frédéric Ier.
Frédéric Ier (en allemand : Friedrich I.), décédé avant 1125, est un ancêtre de la maison de Hohenzollern, possiblement un descendant de Burchard de Zollern. Il fut comte de Zollern jusqu'à sa mort.

## Origine
Aucune source contemporaine ne révèle les noms de ses ancêtres. La Chronique en latin du moine Berthold de Reichenau mentionne sous l’année 1061 un Burchard de Zollern (Burchardus de Zolorin), dont elle dit qu'il fut tué cette année-là avec un certain Wezil de Zollern. Rien ne permet d'affirmer la qualité de comte de ce Burchard, mais certains auteurs comme Henry Bogdan ont proposé d'y voir le père (ou grand-père) de Frédéric de Zollern.
Même si l'onomastique rend cette hypothèse séduisante, le prénom de Burchard étant présent dans la descendance de Frédéric de Zollern, il faut noter qu'un des comtes de Zollern précédant Frédéric est Egon II (Egino), comte d'Urach, le père de son épouse Udihild. Il semble donc que le comté de Zollern en Souabe ne soit pas une possession propre de Frédéric de Zollern, mais une dot obtenue de son épouse. 

## Personnalité

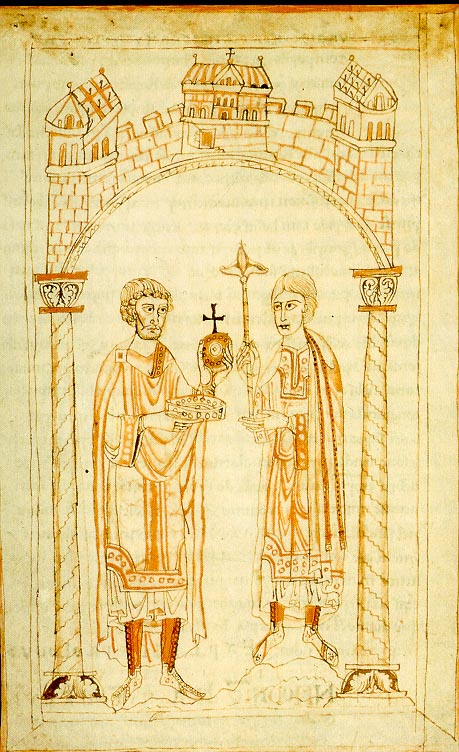
Transfert de souveraineté de Henri IV à son fils Henri V.

Grâce à sa personnalité dynamique, le comte Frédéric Ier de Zollern, bailli de l'abbaye d'Alpirsbach, acquit une réputation de diplomate et de fin politicien. Les Zollern par leur appui au Saint-Empire romain justifièrent leur élévation princière. Frédéric Ier fit ses premiers pas sur la scène politique en remplissant une mission diplomatique en France pour Henri V, roi des Romains.

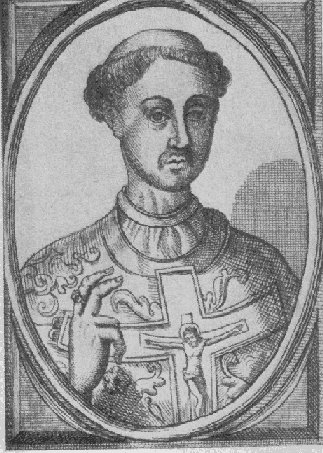
Le pape Pascal II.

En août 1110, au cours des opérations militaires en Italie menées par Henri V du Saint-Empire, le comte de Zollern fut un témoin privilégié lors de la soumission des cités de Lombardie et de Toscane. Le 4 février 1111, il accompagna le roi à Sutri, après quelques hésitations le pape Pascal II accepta de rencontrer la délégation impériale. Au terme du concordat de Sutri, l'empereur accepta un compromis,
Ce renoncement permit au monarque de recevoir la couronne impériale des mains du pape Pascal II, le 12 février 1111, un second couronnement eut lieu quelques mois plus tard (12 avril 1111). À ce jour, nous ignorons avec exactitude le rôle joué par le comte de Zollern lors des négociations de Sutri, mais il est évident que le comte fut présent lors de ces négociations et assista au couronnement d'Henri V.

## Famille et enfants
Frédéric Ier de Zollern épousa Udihild von Urach-Bettingen (morte vers 1134), fille d'Egon II, comte d'Urach-Bettingen, ancêtre de la maison de Fürstenberg, elle-même issue de la branche de Souabe, cette famille détenait des domaines dans la région de Donaueschingen. 
Sept enfants sont nés de cette union :
- Frédéric II († vers 1142), comte de Zollern, ancêtre des différentes branches des Hohenzollern ;
- Burchard II, comte de Hohenberg, fondateur de la lignée des Zollern-Hohenberg[6],[8], celle-ci s'éteignit en 1486. Au décès du dernier représentant de cette lignée une grande partie des territoires revint aux Habsbourg[9] ;
- Emma, mariée à Hugues III, comte palatin de Tübingen ;
- Egino († après 1152) ;
- Ulrich († assassiné en 1135 ou en 1136), abbé de Reichenau ;
- Gottfried († après 1155), comte de Zollern-Zimmern[1], mort sans postérité ;
- peut-être une fille, mariée à Werner, comte de Thierstein et d'Homberg.

## Généalogie
Frédéric Ier, comte de Zollern est le plus ancien membre certain de la Maison de Hohenzollern. Cette lignée se scinde en deux branches, à la mort de son petit-fils Frédéric III :
- la branche aînée, dite de Hohenzollern-Sigmaringen (dont sont issus les rois de Roumanie, lignée représentée aujourd'hui par la princesse Margareta de Roumanie).
- la branche cadette a fourni des burgraves de Nuremberg, des électeurs de Brandebourg, des duc de Prusse, des margraves d'Ansbach et de Bayreuth, des roi de Prusse et des empereurs d'Allemagne. Le représentant actuel est le prince Georges Frédéric de Prusse.